# Митров, Игорь Ростиславович
Игорь Ростиславович Митров (укр. Ігор Ростиславович Мітров; род. 1 сентября 1991, Керчь) — украинский поэт.

## Биография
В 2008 году поступил в Киевский университет, обучался по специальности «Литературное творчество, украинский язык и литература». В 2010 году оставил учёбу и вернулся в Керчь, работал в Керченском историко-археологическом музее, принимал участие в археологических раскопках на территории Керченского полуострова. В 2012 году вновь поступил в Киевский университет и в 2016 году окончил его по специальности «Русский язык и литература» — по словам Митрова, кафедра русского языка и литературы в 2014 году оказалась одной из самых патриотически настроенных в университете. В 2016—2018 гг. работал в Институте археологии НАН Украины, принимал участие в археологических экспедициях на Хотинщине, в окрестностях Умани, Канева и Кривого Рога
В 2015 году был одним из организаторов молодёжной поэтической группы «Литературный орден имени святого Зиберта Светлого» (укр. Літературний орден імені святого Зіберта Світлого). Лауреат и дипломант различных национальных поэтических конкурсов, в том числе конкурса «Гранослов» (2016, 3-е место) и конкурса издательства «Смолоскип» (2017, 2-я и 3-я премии).
С началом полномасштабного вооружённого вторжения России на Украину — на фронте в составе 95-й отдельной десантно-штурмовой бригады.

## Творчество
В 2019 году в издательстве «Смолоскип» вышел дебютный сборник Митрова «Голландский угол» (укр. Голландський кут), удостоенный премии имени Василя Симоненко как лучшая первая поэтическая книга года. По мнению поэта Олега Коцарева,
Стихи Игоря Митрова довольно ощутимо завязаны (иногда даже зациклены) на мнимом или правдивом автобиографизме и речи от первого лица — но, несмотря на это, они остаются очень «лёгкими», способными быстро «развёртываться» и «разворачиваться» в самые неожиданные стороны. Это, пожалуй, главная предпосылка для появления разнообразной и вычурной образности, метафорики.
Коцарев также отмечает большое геополитическое и геокультурное значение в появлении заметных украинских поэтов, родившихся и выросших в Крыму.
Второй сборник Митрова «Голос Украины» (укр. Голос України) вышел в 2021 году. «Художественный мир Митрова — головокружительно разнообразный и интересный. Коллекционируя истории, автор вроде бы позволяет выговориться колоритным местам и их жителям. Как следствие, из многочисленных рассказов сплетается карта Украины или настоящий диалектологический атлас вкупе с матюковедческой энциклопедией», — отмечал в связи с выходом книги критик Вячеслав Левицкий.
Стихи Митрова переводили на русский язык Дмитрий Кузьмин и Станислав Бельский, на латышский язык — Эйнарс Пелшс.